# Karl August von Cohausen

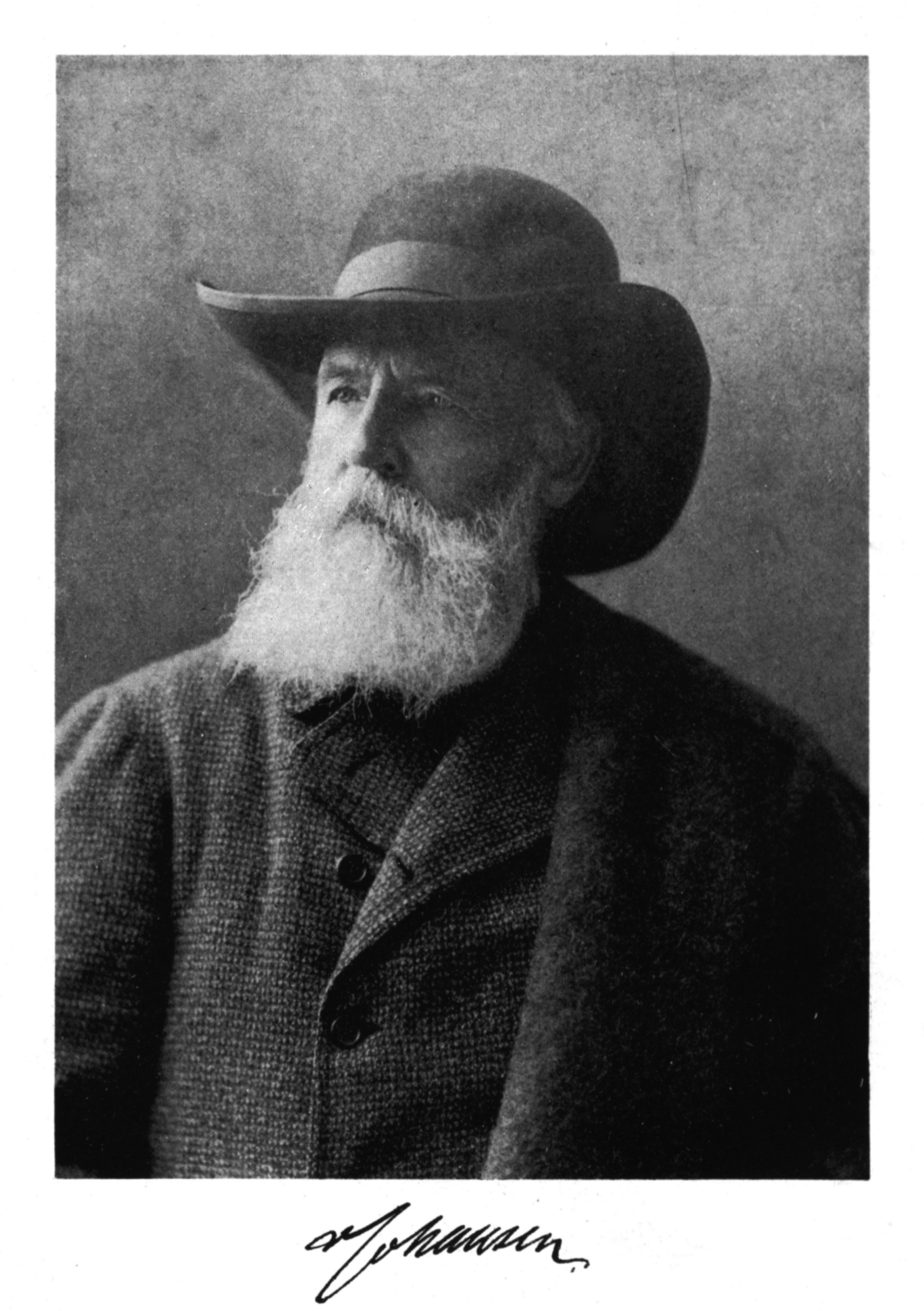
Karl August von Cohausen

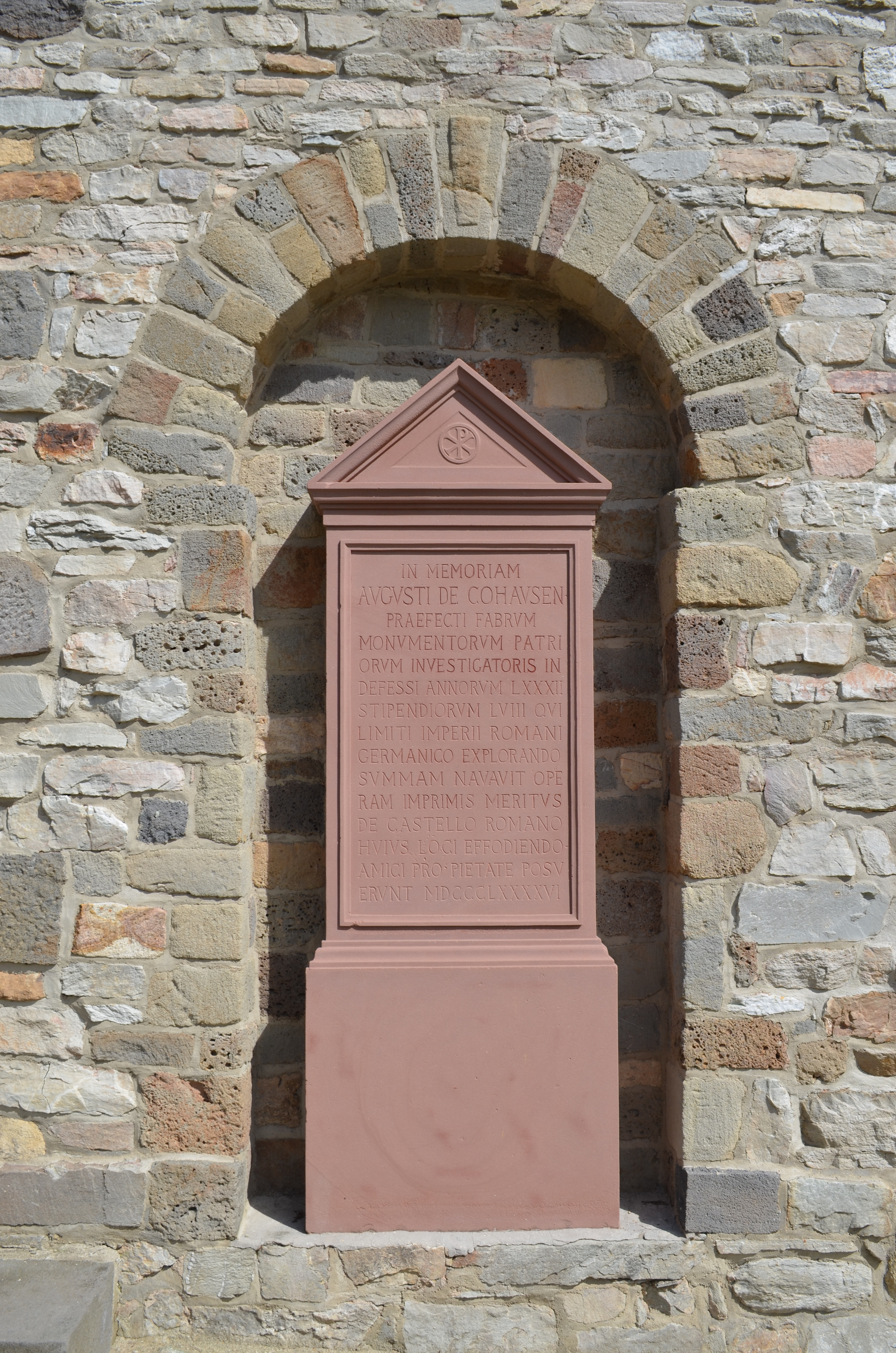
Gedenktafel für von Cohausen am „Gräberhaus“ des Saalburgkastells

Karl August von Cohausen (in anderer Schreibweise auch: Carl, bei Benennung oft auch verkürzt auf August von Cohausen; * 17. April 1812 in Rom; † 2. Dezember 1894 in Wiesbaden) war ein deutscher Berufsoffizier und Provinzialrömischer Archäologe. Er gilt, neben Otto Piper (1841–1921), als Begründer der wissenschaftlichen Burgenforschung.

## Leben
Karl August von Cohausen wurde am 17. April 1812 in Rom geboren, wo sein Vater, Salentin von Cohausen, als Direktor der Kaiserlich-Französischen Post (directeur des estafettes) beschäftigt war. Seine Kindheit und Jugend war von zahlreichen Ortswechseln geprägt. Er verlebte diese Zeit in Heidelberg, Koblenz, Mannheim sowie Saarburg und absolvierte schließlich 1831 sein Abitur in Trier. Unmittelbar anschließend trat er im August desselben Jahres in die 8. Pionierabteilung der preußischen Armee in Koblenz ein. 1833 wurde er zum Offizier ernannt und besuchte anschließend die Vereinigte Artillerie- und Ingenieurschule in Berlin. Danach war er noch in Luxemburg und Erfurt stationiert. 1840 quittierte er den Militärdienst, um in der Steingutfabrik von Villeroy & Boch in Mettlach die Stelle des zweiten Direktors zu übernehmen. In Mettlach heiratete er 1841 seine Cousine Klothilde von Cohausen. In seiner Mettlacher Zeit erbaute er sowohl in Mettlach selbst als auch in dem benachbarten Ort Saarhölzbach die katholischen Kirchen (siehe: St. Lutwinus (Mettlach), 1900–1901 durch neoromanischen Neubau ersetzt / St. Antonius (Saarhölzbach)) sowie die Lutwinuskapelle in Weiten. Ferner eignete er sich durch die Tätigkeit in der keramischen Fabrik die fundamentalen Keramikkenntnisse an, die ihm bei seinen späteren archäologischen Tätigkeiten nützlich waren.
Zunächst bewogen ihn aber die Ereignisse des Jahres 1848 dazu, seine Stellung bei Villeroy & Boch zu kündigen und als Oberleutnant erneut in die Armee einzutreten. Er war zunächst in Saarlouis, später in Köln und im Hunsrück stationiert. In seiner Hunsrücker Zeit widmete er sich 1850/51 erstmals der Erforschung vorgeschichtlicher Befestigungsanlagen und gelangte hierüber zu den Altertumswissenschaften, denen er von nun aufs Engste verbunden bleiben sollte.
Nach Mainz abkommandiert, war von Cohausen am Ausbau der dortigen Befestigungen beteiligt, bevor er als Hauptmann nach Ehrenbreitstein versetzt wurde, wo er sich ebenfalls einer regen Bautätigkeit widmete und unter anderem die Talbefestigung, den Luisenturm, die Villa Buschmann und das Kloster der Barmherzigen Schwestern ausführte. Im Jahre 1857 führte ihn längere Bildungsreisen nach Ostpreußen und Italien, wo er den mittelalterlichen Festungsbau studierte. 1858 wurde er Mitglied der Bundesmilitärkommission in Frankfurt am Main, jedoch traten seine historischen und archäologischen Arbeiten mehr und mehr in den Vordergrund. 1862 wurde er von Napoleon III. an den französischen Hof geladen, um sich als Berater an dem damals grundlegenden biografischen Werk Histoire de Jules César („Geschichte Julius Caesars“) zu beteiligen. Von der preußischen Regierung erhielt er den Auftrag, die Fundstelle des Hildesheimer Silberschatzes zu untersuchen und den Wert des Fundes zu taxieren. Die Jahre 1866 bis 1870 sahen ihn als Militär-Attaché der preußischen Gesandtschaft in Paris. Während des Deutsch-Französischen Krieges in den Jahren 1870/71 war er als Platzingenieur in Minden und später wieder in Koblenz tätig.

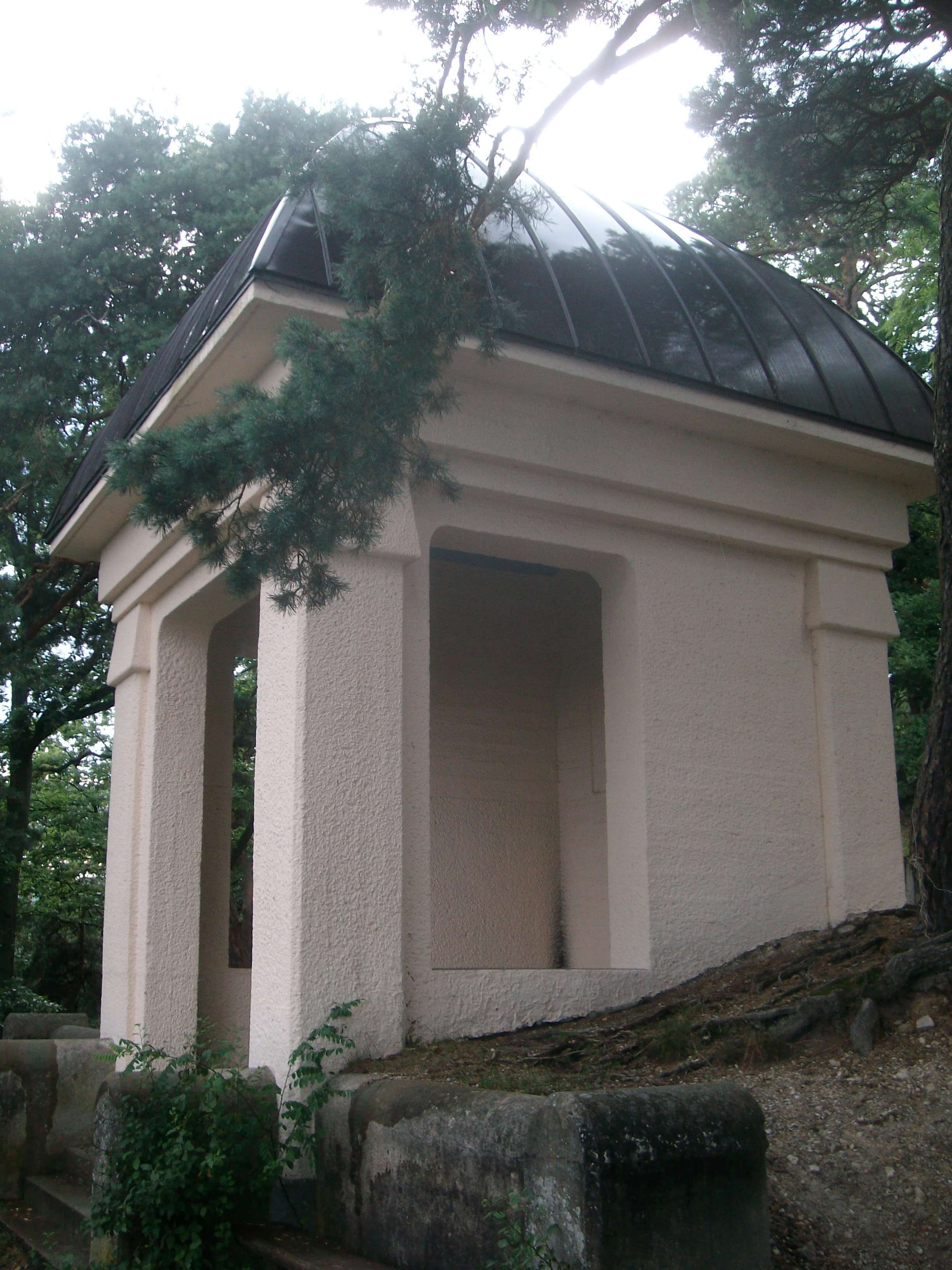
Cohausen-Tempel am Kapellenberg in Hofheim

1871 schied von Cohausen als Oberst aus dem aktiven Militärdienst aus und wurde zum Königlichen Konservator für die preußische Provinz Hessen-Nassau berufen, eine Stellung, die er bis zu seinem Tode innehatte. Ab 1874 war er gleichzeitig Mitglied des Verwaltungsrats des Römisch-Germanischen Zentralmuseums in Mainz, ab 1885 auch des Verwaltungsrats des Germanischen Nationalmuseums in Nürnberg. Durch seine Stellung als Landeskonservator war es von Cohausen möglich, sich ganz der Altertumsforschung in der an Bodendenkmälern reichen Region zu widmen. Neben der Erforschung der Ringwälle des Taunus und der Burgen des Landes stand insbesondere die Provinzialrömische Archäologie im Mittelpunkt seines Interesses. Über die regionalen Grenzen hinaus bekannt wurde er durch die Ausgrabungs-, Konservierungs- und Rekonstruktionsarbeiten, die er zusammen mit Louis Jacobi (1836–1910) am Saalburgkastell leistete. Seine systematischen und grundlegenden Untersuchungen des römischen Limes führten 1884 mit der Publikation des Werkes „Der römische Grenzwall in Deutschland. Militärische und technische Beschreibung desselben“ zu einem ersten Limes-Kompendium, das nur wenige Jahre später die Basis für die Forschungen der Reichs-Limeskommission bilden sollte. 1892 wurde von Cohausen schließlich als Vertreter Preußens zum Mitglied der Kommission berufen. Außerdem war er korrespondierendes Mitglied der Berliner Gesellschaft für Anthropologie, Ethnologie und Urgeschichte.
Karl August von Cohausen verstarb im Alter von 82 Jahren in der Nacht vom 1. auf den 2. Dezember 1894 an einem Hirnschlag. Er wurde auf dem Friedhof von Koblenz-Pfaffendorf bestattet.
Auf dem Kapellenberg bei Hofheim am Taunus erinnert der Cohausen-Tempel an Karl August von Cohausen. Er wurde 1910 vom „Taunusklub-Verschönerungsverein Hofheim i. Ts.“ mit Spendengeldern nach einem Entwurf des Frankfurter Architekten Karl Kolb gebaut.

## Schriften (Auswahl)
- 1852: Alte Verschanzungen auf dem Hunsrücken und ihre Beziehungen zu der Veste Rheinfels bei St. Goar. In: Jahrbücher des Vereins von Alterthumsfreunden im Rheinlande, XVIII. (Volltext in der Google-Buchsuche)
- 1858: Alte Verschanzungen auf dem Hunsrücken und ihre Beziehungen auf Koblenz. In: Jahrbücher des Vereins von Alterthumsfreunden im Rheinlande, XXVI. (Volltext in der Google-Buchsuche)
- 1860: Die Bergfriede, besonders rheinischer Burgen. In: Jahrbücher des Vereins von Alterthumsfreunden im Rheinlande, XXVIII. (Volltext in der Google-Buchsuche)
- 1866: Kultur der Bronzezeit. In: Antropologische Zeitschrift.
- 1867: Cäsars Feldzüge gegen die germanischen Stämme am Rhein. In: Jahrbücher des Vereins von Alterthumsfreunden im Rheinlande, 1867, Heft XLIII, S. 1; Textarchiv – Internet Archive.
- 1867: Cäsar’s Rheinbrücken. Philologisch, militärisch und technisch untersucht. Teubner, Leipzig.
- 1870: Kasernen-Abtritte. Geschichte des Abtritts. In: Archiv für Ingenieur- und Artillerie-Offiziere.
- 1870: Silberfundstelle bei Hildesheim. In: Anzeiger für Kunde der deutschen Vorzeit.
- 1873: Gräber im Kammerforst. In: Nassauische Annalen, XII.
- 1874: Schlüssel und Schlösser bei den Römern. In: Nassauische Annalen, XIII.
- 1876: Römische Steinbrüche am Felsberg an der Bergstraße. Brill, Darmstadt.
- 1877: Ursprung des Dorfes Glashütten; Hügelgräber zwischen Nahe und Hunsrücken u. a. In: Nassauische Annalen, XIV.
- 1878: Das Römercastell Saalburg. Zusammen mit Louis Jacobi. Frauenholzsche Buchhandlung, Homburg vor der Höhe.
- 1879: Zur Geschichte der Eisenindustrie; – Die Wallburgen, Landwehren, Schanzen im Regierungsbezirk Wiesbaden u. a. In: Nassauische Annalen, XV.
- 1880: Die Wehrbauten zwischen Rhein, Main und Lahn von den Troglodyten bis zur Renaissance. Ackermann, München.
- 1882: Zur Topographie des alten Wiesbaden u. a. In: Nassauische Annalen, XVII.
- 1884: Der römische Grenzwall in Deutschland. Militärische und technische Beschreibung desselben. Kreidel, Wiesbaden.
- 1884: Römische Bauwerke in der Nähe von Homburg, Frankfurt und Bergen; – Zur Geschichte der Feuerwaffen u. a. In: Nassauische Annalen, XVIII.
- 1888: Die Hünerburg; – Arbeiten auf der Saalburg; – Römische Mainbrücken u. a. In: Nassauische Annalen, XX. (online)
- 1890: Burgen von Nassau. In: Nassauische Annalen, XXI.
- 1892: Die Altertümer im Rheinlande. Bechtold, Wiesbaden.

postum
- Die Befestigungsweisen der Vorzeit und des Mittelalters. Nachdruck, Flechsig, Würzburg 2003, ISBN 3-88189-478-0.